# 라 그랑하역
라 그랑하 역(스페인어: La Granja)은 마드리드 지하철 10호선의 역이다. 마드리드 지방 알코벤다스의 베레다 델 포브레 산업지구에 위치해 있다. 요금구역상으로는 B1구역에 속한다.

## 역사
2007년 4월 26일 10호선 북부 연장구간인 메트로노르테 (MetroNorte)의 개통과 함께 문을 열었다. 원래 계획에서는 '알코벤다스 인두스트리알' (Alcobendas Industrial)이란 역명으로 예정되어 있었으나 근처 거리 이름을 따오는 것으로 역명을 바꿨다.

## 환승 정보
역 주변에 시내버스 정류장이 한 곳 있다.
버스
- 알코벤다스 시내버스
  - 1번 버스 (주간)

지하철
| 마드리드 지하철                    | 마드리드 지하철        | 마드리드 지하철                          |
| ---------------------------------- | ---------------------- | ---------------------------------------- |
| 라 모랄레하 오스피탈 인판타 소피아 | 마드리드 지하철 10호선 | 론다 데 라 코무니카시온 푸에르타 델 수르 |